# Обласна літературна премія імені Євгена Маланюка
Обласна літературна премія імені Євгена Маланюка — українська літературна премія, якою нагороджуються автори-літератори області за високохудожні твори у жанрах поезії, прози, драматургії, літературознавства та перекладу, спрямовані на утвердження ідеалів гуманізму та української національної ідеї, патріотизму, високих духовних цінностей, збагачення історичної спадщини народу та становлення української державності. Заснована рішенням Кіровоградської обласної ради від 19 квітня 2002 року. Премією нагороджуються літератори, які народилися, проживають або тривалий час працювали на території області. Премія є персональною.

## Умови надання премії

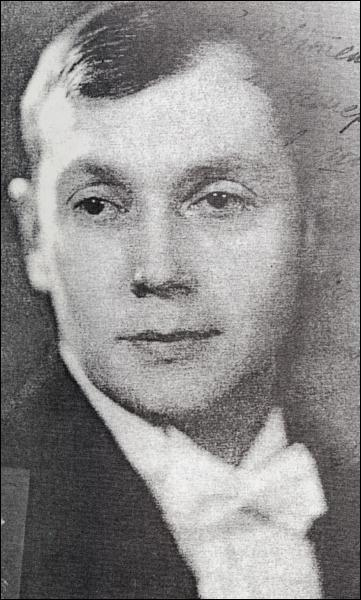
Євген Маланюк (1897—1968)

Премія встановлюється у трьох номінаціях:
- художня література (поезія, проза, драматургія);
- літературознавство та публіцистика;
- переклад (з української мови на інші мови, з інших мов на українську мову).

Грошова частина Премії встановлюється в розмірі шести прожиткових мінімумів для працездатних осіб у кожній номінації та виплачується за рахунок коштів обласного бюджету, передбачених на фінансування галузі «Культура», головним розпорядником якої є департамент культури, туризму та культурної спадщини облдержадміністрації.
Премія є персональною.
Премією нагороджуються літератори, які народилися, проживають або тривалий час працювали на території області.
Премія присуджується автору один раз за життя. Премія може присуджуватись посмертно (не пізніше трьох років).
Премія вручається щороку головою обласної ради або уповноваженою ним особою до 2 лютого, під час урочистих заходів із нагоди відзначення дня народження Євгена Маланюка. Лауреат під час вручення премії може виголосити промову до п'яти хвилин, текст якої публікує газета «Народне слово».

### Порядок висунення кандидатур на здобуття премії
Конкурсна комісія щороку до 15 жовтня оголошує конкурс на висунення творів на здобуття Премії.
На здобуття Премії щорічно висуваються літературні твори, опубліковані окремими книгами чи в журналах, які вийшли друком протягом останніх трьох років, але не пізніше як за три місяці до їх висунення на здобуття Премії.
Твір має бути написаний українською мовою.

### Суб'єктами висування творів на здобуття Премії є
- департамент культури, туризму та культурної спадщини облдержадміністрації;
- обласні відділення національних творчих спілок;
- громадські організації;
- трудові колективи;
- навчальні заклади.

Від імені творчих і громадських організацій, трудових колективів та навчальних закладів висування здійснюють їх президії, бюро, ради.

### Вручення премії
Особам, удостоєним Премії, присвоюється звання лауреата обласної літературної премії імені Євгена Маланюка у відповідній номінації, вручається диплом установленого зразка, нагрудний знак «Лауреат обласної премії», кубок "Скульптура «Степовий орел», грошова частина премії.
Під час урочистостей можуть бути вручені грамоти, подяки кращим учасникам конкурсу на здобуття Премії.
Процедура вручення премії висвітлюється в засобах масової інформації.
Премію вручає голова обласної ради — голова конкурсної комісії або заступник голови конкурсної комісії.

## Лауреати премії
- 2002 рік[2] — Василь Васильович Бондар, Леонід Васильович Куценко;
- 2003 рік[2] — Петро Іванович Селецький, Григорій Дмитрович Клочек;
- 2004 рік[2] — Тамара Гнатівна Журба[3], Віктор Олексійович Погрібний[4];
- 2005 рік[2] — Світлана Григорівна Барабаш[5], Галина Спиридонівна Берізка[6];
- 2006 рік[2] — Катерина Георгіївна Горчар[7], Світлана Василівна Орел[8];
- 2007 рік[2] — Леонід Якович Безпалий[9], Василь Петрович Марко[10], Ольга Миколаївна Полевіна[11];
- 2008 рік[2] — Олександр Юрійович Жовна[12], Володимир Михайлович Караташ[13], Кость Гаврилович Оверченко[14];
- 2009 рік[2] — Тетяна Володимирівна Андрушко[15], Олександр Федорович Кердіваренко[16];
- 2010 рік[2] — Олександр Іванович Косенко[17], Володимир Петрович Шурапов[18];
- 2011 рік[2] — Олег Володимирович Попов[19], Антоніна Михайлівна Корінь[20], Сергій Васильович Піддубний[21];
- 2012 рік[2] — Юлія Федорівна Гладир[22], Юрій Васильович Обжелян[23], Олег Олександрович Бабенко[24];
- 2013 рік[25] — Олександр Архангельський[26], Анатолій Загравенко[27], Сергій Михида[28];
- 2014 рік[29] — Анатолій Кримський[30], Оксана Гольник[31], Царук Антоніна Петрівна[32];
- 2015 рік[33] — Оксана Шпирко[34], Олексій Чорноіван[35], Людмила Михида[36];
- 2016 рік[37] — Валентина Кондратенко[38], Сергій Колесников[39], Володимир Панченко[40];
- 2017 рік[41] — Артем Луценко[42], Антоніна Гурбанська[43];
- 2018 рік[44] — Різників Олекса Сергійович[45], Березняк Тетяна Григорівна, Мошуренко Василь Петрович[46];
- 2019 рік[47] — Базилевський Володимир Олександрович[48], Гармазій Надія Сергіївна[49], Віктор Васильович Терен[50].
- 2020 рік[47]  — Немирована Інна Володимирівна[51], Яремчук Володимир Петрович[52]